# 惠特尼 (阿拉巴馬州)
惠特尼（英語：Whitney）是一個位於美國阿拉巴馬州聖克萊爾縣的非建制地區。該地的面積和人口皆未知。

## 地理
惠特尼的座標為33°52′04″N 86°17′29″W / 33.86778°N 86.29139°W，而該地的平均海拔高度為182米（即597英尺）。